# جایزه داف کوپر
جایزه داف کوپر جایزه‌ای ادبی است که هر سال به بهترین کتاب‌ها در زمینه‌های تاریخ، زیست‌شناسی، علوم سیاسی، و در موارد بسیار نادری کتاب‌های شعر که به زبان‌های انگلیسی یا فرانسه به چاپ می‌رسند اهدا می‌شوند. این جایزه به افتخار داف کوپر، دیپلمات و نویسنده مطرح بریتانیایی هر سال به برگزیدگان اهدا می‌شود. این جایزه اولین بار در سال ۱۹۵۶ به آلن مورهد برای کتابش به نام گالیپلی داده شد. در حال حاضر برنده یک نسخه از خودزندگی نامه نوشت داف کوپر و یک چک به مبلغ ۵۰۰۰ پوند استرلینگ دریافت می‌کند. از سال ۲۰۱۳ پل راجر حامی مالی برگزاری این مسابقه شد و نام این مسابقه نیز به جایزه پل راجر داف کوپر تغییرکرد.